# 無定形炭素
無定形炭素（むていけいたんそ）は、結晶構造を持たず、反応性に富む炭素である。無定形炭素物質は、末端を水素とのダングリングボンドとすることで安定化し、水素化無定形炭素と呼ばれる。全てのアモルファス固体と同様に、短距離での秩序は観察される。通常の無定形炭素はaC、水素化無定形炭素はaC:HまたはHAC、ダイヤモンドライクカーボン（DLC）はta-Cという記号で表わされる。アモルファス炭素とも言う。

## 鉱物学
鉱物学においては、無定形炭素という名称は石炭、すす、グラファイトでもダイヤモンドでもないその他の純粋でない形の炭素、の３つに用いられる。しかし、結晶学的には、このような物質は本当のアモルファスではなく、グラファイトや無定形炭素のマトリックスに埋め込まれたグラファイトやダイヤモンドの多結晶である。販売されている炭素も不純結晶を形成するかなりの量の他の元素を含む。

## 近代科学
20世紀後半に化学気相成長、スパッタ成長、陰極アーク成長等の薄層の沈着成長法が発展すると、真の無定形炭素を作成することが可能となった。
真の無定形炭素はπ電子が局在しており、結合の長さは他の炭素の同素体と異なる。また、ダングリングボンドも多く含まれ、結合角度が変わるとともに、回折で測定される原子間空間の偏差が5%ほど大きくなる。
無定形炭素フィルムの性質は、沈着に用いられたパラメータによって変わる。無定形炭素を特徴付ける主要な性質は、物質中のsp2とsp3炭素-炭素結合の比である。グラファイトは純粋なsp2、ダイヤモンドは純粋なsp3で構成される。sp3が多いものは、多くの物理的性質がダイヤモンドに近く、ダイヤモンドライクカーボンと呼ばれる。
sp2とsp3の比は、いくつかの分光ピークの相対強度を比較することで実験的に決定することができる。理論的には、sp2とsp3の比は、隣接炭素原子の数が3つのものと4つのものを数えることで得ることができる。
実際の無定形炭素（例えば、煙、煙突のすす、歴青や無煙炭等の鉱物）は全て、かなりの量の多環芳香族炭化水素を含み、そのためほぼ確実に発がん性がある。